# Georges Migot
Georges Migot (París, 27 de febrer, 1891 - Levallois-Perret (Alts del Sena), 5 de gener de 1976), va ser un compositor, musicòleg, poeta, pintor i gravador francès.

## Biografia
George Elbert Migot va néixer al districte 11 de París, d'una família protestant. El seu pare era metge, la seva mare li va donar les primeres classes de piano quan tenia set anys. Molt ràpid, va començar a compondre i, als quinze anys, va produir la seva primera obra publicada: Noël a cappella a quatre veus.
El 1909, va ingressar al Conservatori de París i va estudiar amb Jules Bonval (harmonia), André Gedalge (fuga), Charles-Marie Widor (composició), Alexandre Guilmant i Louis Vierne (orgue), Vincent d'Indy (orquestració), Maurice Emmanuel. (història de la música). És un apassionat dels llautistes i dels mestres renaixentistes: François Couperin i Jean-Philippe Rameau foren importants fonts d'inspiració per a ell.
Després va ser mobilitzat durant la Primera Guerra Mundial, i va ser greument ferit a Longuyon (Meurthe et Moselle) l'any 1914. Va haver de fer servir crosses durant la seva convalescència, durant més d'un any.
Va rebre diversos premis, destacant el premi Lili Boulanger (1917), el premi Lépaulle (1919), el premi Halphen (1920) i el premi Blumenthal (1921). No obstant això, va fallar dues vegades al Premi de Roma, el 1919 i el 1922, i va decidir no tornar-hi a concórrer. També va estudiar pintura i el seu talent com a pintor va ser destacat durant diverses exposicions a galeries parisenques, els anys 1917, 1919 i 1923. També és conegut com el compositor dels llibrets de moltes de les seves obres vocals.
A partir de 1937, Georges Migot va ensenyar a la Schola Cantorum de París i va produir emissions musicals per a Radio-Cité (1937-1939). El 1949 va esdevenir conservador del museu instrumental del Conservatori de París, càrrec que va ocupar fins al 1961. La SACEM li va concedir el Gran Premi de la música francesa el 1958.
Georges Migot va morir el 5 de gener de 1976 a Levallois-Perret, a Alts del Sena, i la seva dona el 1980.

## El compositor
No és fàcil estimar l'abundant treball de Georges Migot, però, se li atribueix haver escollit camins difícils i haver rebutjat solucions banals. Així, Florent Schmitt escriu sobre la seva obra Agrestides:
"En tot això, no hi ha res de base, banal, ni tan sols fàcil. Al contrari, intuïm intencions pures, nobles, generoses, un sentiment poètic intens. Però autodidacta impenitent, sembla que va acostar el seu art on l'hauria d'haver acabat."
— Serial musical a Le Temps, 23 de maig de 1931. Alguns el critiquen per haver arribat a la música a través de la pintura. Músic, va saber traduir el joc subtil de colors mitjançant els sons.

## Obra
- Hagoromo, simfonia lírica i coreogràfica per a baríton, cor i orquestra sobre un text de Migot i Louis Laloy (Monte-Carlo, (9 de maig de 1922)
- Le Rossignol en amour, òpera de cambra amb llibret de Migot (1926-1928; Ginebra, (2 de març de 1937)
- Cantate d'Amour, òpera concert sobre llibret de Migot (1949-1950)
- La Sulamite, òpera concert sobre llibret de Migot (1969-1970)
- l'Arche, polifonia espacial per a soprano, cor de dones i orquestra sobre un poema de Migot (1971; Marsella, (3 de maig de 1974)

Música per a orquestrasimfonies

- no 1 Les Agrestides, tres frescos per a gran orquestra (1919-1920; París, 29 d'abril 1922)
- no 2 (1927; Festival de Besançon, 7 setembre 1961)
- no 3 (1943-1949)
- no 4 (1946-1947)
- no 5 Sinfonia da chiesa per a instruments de vent (1955; Roubaix, 4 desembre 1955)
- no 6 per a cordes (1944-1951; Estrasburg, 12 juny 1960)
- no 7 per a orquestra de cambra (1948-1952)
- no 8 per 15 instruments à vent i 2 contrabaixos
- no 9 per cordes (incompleta)
- no 10 (1962)
- no 11 per instruments de vent (1963)
- no 12 (1954-1964; Lilla, 29 maig 1972)
- no 13 (1967)
- Petita simfonia en tres moviments lligats per a orquestra de corda (1970; Béziers, 23 de juliol de 1971)

Altres partitures per a orquestra

- Le Paravent de laque aux cinq images (1920 ; París, 21 gener 1923)
- Trois ciné-ambiances (1922)
- La Fête de la bergère (1921 ; théâtre Bériza à París 21 novembre 1925)
- Prélude pour un poète (París, 7 juny 1929)
- Le Livre des danceries, suite orquestral (París, 12 desembre 1931)
- Le Zodiaque, 12 estudis per a piano 1931-1932, cinc peces orquestrades en 1939)
- Phonic sous-marine (1962)
- Dialogue pour piano et orchestre (1922-1925; París, 25 març 1924)
- Dialogue pour violoncelle et orchestre (1922-1926; París, 7 febrer 1927)
- Suite pour violon et orchestre (1924; París, 14 novembre 1925)
- Suite pour piano et orchestre (París, 12 març 1927)
- Suite en concert pour harpe et orchestre (París, 15 gener 1928)
- La Jungle, polifonia per a orgue i orquestra (1928; París, 9 de gener de 1932).
- Concerto pour piano (1962; París, 26 juny 1964)
- Concerto pour clavecin et orchestre de chambre (París, 12 desembre 1967)

Música de Cambra

| - Les Parques per a 2 violins, viola i piano (1909) - Trois pièces pour violoncelle et piano (1933) - 3 quatuors à cordes (1921-1957-1962) - Quatuor pour flûte, violon, violoncelle et piano (1960) - Quatuor pour violon, alto, violoncelle et piano (1961) - Quatuor pour 2 clarinettes, cor de basset et clarinette basse (1925) - Quatuor de saxophones (1955) - Quatuor pour 2 violons et 2 violoncelles (1955) - Quintette pour flûte, hautbois, clarinette, cor et basse (1954) - Introduction pour un concert de chambre pour 5 instruments à vent (1964) - Trio pour hautbois, violon et piano (1906) - Trio pour violon, alto et piano (1918) - Livre des Danceries, trio per a flauta, violí i piano (1929) - Trio avec piano (1935) - Trio pour hautbois, clarinette et basson (1944) - Trio à cordes (1944-1945) - Trio pour flûte, violoncelle et harpe (1965) - Sonate pour guitare et piano (1960) - Sonate luthée només per l'arpa (1949) | - 2 sonates pour violon seul (1951-1959) - Sonate pour violon et piano (1911) - Dialogue nº. 1 pour violon et piano (1923) - Dialogue nº. 2 pour violon et piano (1925) - Sonate pour alto seul (1958) - Sonate pour violoncelle seul (1954) - Dialogue nº. 1 pour violoncelle et piano (1922) - Dialogue nº. 2 pour violoncelle et piano (1929) - Sonate pour violoncelle et piano (1958) - Sonate pour 2 violoncelles (1962) - Suite pour flûte seule (1931) - Sonate pour flûte et piano (1945) - Pastorale pour 2 flûtes (1950) - Suite pour cor anglais et piano (1963) - Sonate pour clarinette seule (1953) - Sonate pour basson seul (1953) - Sonatine nº. 1 pour flûte à bec soprano et piano (1957) - Sonatine nº. 2 pour flûte à bec soprano et piano (1959) |

Música vocal

- Cortège d'Amphitrite per a 4 veus i 4 arcs en un text d'Albert Samain
- 6 Tétraphones pour baryton, flûte, violon et violoncelle sobre un text de Migot (1945)
- 7 Petites Images du Japon per a veu i piano (1917)
- Vini vinoque amor (l'amor del vi i pel vi) per a 2 veus, flauta, violoncel i piano (1937)
- Liturgie œcuménique per a 3 veus i orgue (1958)
- Chansons de Margot poemes de Philéas Lebesque
- Psaume XIX per a cor i orquestra
- Nombrosos trios i quartets vocals no acompanyats, cors sagrats a capella, cors dobles i triples a capella
- La Mise au Tombeau, oratori sobre un text de Migot (1948-1949) per a cor petit i quintet de vent
- La Nativité de Notre Seigneur, misteri líric per a solistes, cor i instruments un text de Migot (1954)
- La Passion, oratori en dotze capítols (1939-1946; París, (25 de juliol de 1957). Es pot escoltar avui en CD ARION ARN268468 orquestra i gran cor de la ràdio holandesa.
- Saint Germain d'Auxerre
- L'Annonciation, oratori (1943-1946)
- Mystère orphique, per a veu i orquestra (1951; Estrasburg, (18 de març de 1964)
- Cantate d'amour, òpera de concert sobre textos de Migot (1949-1950)
- La Résurrection, oratori (1953; Strasbourg, (28 març 1969)
- Du ciel et de la terre, simfonia espacial per a una pel·lícula (1957)
- Le Zodiaque chorégraphie lyrique sobre un llibret de Migot (1958-1960)
- La plate, vaste savane per a soprano i instruments (1967)
- 3 chansons de joie et de souci per a veu i guitarra (1969)
- 5 monodies o cançons sense acompanyament sobre poemes de Pierre Moussarie (1970)[3]
- 3 dialogues pour voix et violoncelle (1972)
- 5 chants initiatiques per a veu i piano (1973)
- També molta música litúrgica, un grup d'àlbums de peces característiques per a piano i nombroses obres per a orgue (podeu escoltar l'enregistrament en CD ARION ARN55435 Yvonne Monceau a l'orgue)

## Publicacions
- Essais pour une esthétique générale (París, 1920 – 2e éd. 1937)
- Appoggiatures résolues et non résolues (París, 1922-1931)
- Jean-Philippe Rameau et le génie de la musique française (París, 1930)
- Lexique de quelques termes utilisés en musique (París, 1947)
- 2 volumes de poèmes (Parí, 1950-14951)
- Matériaux et inscriptions (Tolosa de LLenguadoc, 1970)
- Kaléidoscope et Miroirs ou les images multipliées et contraires autobiografia (Tolosa, 1970)
- Les écrits de Georges Migot, un recull d'articles (4 volums, Parií 1932)